# Pyrenaearia organiaca
Pyrenaearia organiaca é uma espécie de gastrópode da família Hygromiidae.
É endémica de Espanha. 